# Élection gouvernorale de 2024 dans l'État de Washington
L'élection gouvernorale de 2024 dans l'État de Washington a lieu le 5 novembre 2024 afin d'élire le gouverneur de l'État américain de Washington.
Le gouverneur sortant démocrate Jay Inslee ne se représente pas. Le démocrate Bob Ferguson et élu pour lui succéder. 

## Contexte
Le gouverneur sortant démocrate, Jay Inslee a été élu en 2012, réélu en 2016 puis en 2020 ne se représente pas, après trois mandats accomplis.

## Système électoral
Le gouverneur de l'État de Washington est élu pour un mandat de quatre ans au scrutin uninominal majoritaire à un tour.

## Primaire non-partisane

### Candidats
- Semi Bird, ancien membre du bureau de l'éducation de Richland (Parti républicain)
- Jim Daniel, ancien membre de la commission des hôpitaux de Klickitat (Parti républicain)
- Bob Ferguson, procureur général de l'État de Washington (Parti démocrate)
- Cassondra Hanson, employée de commerce (Parti démocrate)
- EL'ona Kearney, coach de motivation (Parti démocrate)
- Leon Lawson, vendeur de voitures d'occasion (Indépendant)
- Mark Mullet, sénateur de l'État de Washington (Parti démocrate)
- Dave Reichert, ancien représentant des États-Unis pour le 8e district de l'État de Washington (Parti républicain)
- 20 autres candidats qui ont obtenu moins de 1 % des suffrages

### Résultats
| Candidat | Candidat            | Parti               | Voix      | %     |
| -------- | ------------------- | ------------------- | --------- | ----- |
|          | Bob Ferguson        | Démocrate           | 881 511   | 44,94 |
|          | Dave Reichert       | Républicain         | 539 077   | 27,48 |
|          | Semi Bird           | Républicain         | 211 076   | 10,76 |
|          | Mark Mullet         | Démocrate           | 118 618   | 6,05  |
|          | Leon Lawson         | Indépendant         | 35 666    | 1,82  |
|          | Jim Daniel          | Républicain         | 29 698    | 1,51  |
|          | Cassondra Hanson    | Démocrate           | 24 317    | 1,24  |
|          | EL'ona Kearney      | Démocrate           | 24 225    | 1,23  |
|          | Autres candidats    | Autres candidats    | 96 055    | 4,90  |
|          | Candidats par écrit | Candidats par écrit | 1 335     | 0,07  |
|          |                     |                     |           |       |
| Total    | Total               | Total               | 1 961 578 | 100   |

Les deux candidats arrivés en tête tous partis confondus, soit le démocrate Bob Ferguson et le républicain Dave Reichert sont sélectionnés pour concourir lors de l'élection générale.

## Résultats
| Candidat                 | Candidat            | Parti               | Voix      | %     |
| ------------------------ | ------------------- | ------------------- | --------- | ----- |
|                          | Bob Ferguson        | Démocrate           | 1 972 359 | 55,80 |
|                          | Dave Reichert       | Républicain         | 1 559 657 | 44,20 |
|                          | Candidats par écrit | Candidats par écrit | 0         | 0,00  |
|                          |                     |                     |           |       |
| Votes valides            |                     |                     |           |       |
| Votes blancs et nuls     |                     |                     |           |       |
| Total                    | Total               | Total               |           | 100   |
| Abstention               |                     |                     |           |       |
| Inscrits / participation |                     |                     |           |       |